# هونج جيل نام
هونج جيل نام (هانغل: 남홍길) هو أحيائي كوري الجنوبي، ولد في 20 ديسمبر 1957 في كوريا الجنوبية.